# Oliver Cook
Oliver Robert George Cook (Mánchester, 5 de junio de 1990) es un deportista británico que compite en remo.
Ganó dos medallas en el Campeonato Mundial de Remo, en los años 2016 y 2019, y tres medallas en el Campeonato Europeo de Remo entre los años 2014 y 2021.
Participó en los Juegos Olímpicos de Tokio 2020, ocupando el cuarto lugar en la prueba de cuatro sin timonel.

## Palmarés internacional
| Campeonato Mundial | Campeonato Mundial      | Campeonato Mundial | Campeonato Mundial |
| Año                | Lugar                   | Medalla            | Prueba             |
| ------------------ | ----------------------- | ------------------ | ------------------ |
| 2016               | Róterdam (Países Bajos) | Medalla de oro     | Dos con timonel    |
| 2019               | Ottensheim (Austria)    | Medalla de bronce  | Cuatro sin timonel |
| Campeonato Europeo |                         |                    |                    |
| Año                | Lugar                   | Medalla            | Prueba             |
| 2014               | Belgrado (Serbia)       | Medalla de bronce  | Ocho con timonel   |
| 2019               | Lucerna (Suiza)         | Medalla de oro     | Cuatro sin timonel |
| 2021               | Varese (Italia)         | Medalla de oro     | Cuatro sin timonel |